# Enacrosoma decemtuberculatum
Enacrosoma decemtuberculatum är en spindelart som först beskrevs av O. Pickard-Cambridge 1890.  Enacrosoma decemtuberculatum ingår i släktet Enacrosoma och familjen hjulspindlar.
Artens utbredningsområde är Guatemala. Inga underarter finns listade i Catalogue of Life.